# Heráclides Póntico

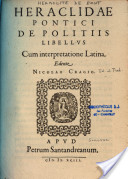
Heráclides Póntico. De Politiis

Heráclides Póntico (aprox. 390-310 a. C.) fue un astrónomo y filósofo griego.

## Biografía
Natural de Heraclea Póntica (en Bitinia) y trasladado a Atenas, se le consideró discípulo de Aristóteles y Demócrito. También se le ha vinculado a la Academia platónica. Según Diógenes Laercio, Heráclides fue amigo de Espeusipo. Se conservan pocos fragmentos de los escritos de Heráclides, y el rasgo más acentuado de ellos es su pitagorismo.
Se le considera el primer filósofo que consideró fijas a las estrellas y en rotación a la Tierra, en lugar de al revés, como se había considerado hasta entonces. Al parecer también declaró que Mercurio y Venus giran alrededor del Sol (que sin embargo giraría en torno a la Tierra), aunque no hay fuentes contemporáneas que lo avalen.